# Кебек-Султан-оглан
Кебек-Султан-оглан — хан Восточного Моголистана (1468—1473). Сын Дуст Мухаммад-хана.
После смерти его отца Дуст Мухаммад-хана, был увезён его сторонниками в Турфан. После нескольких лет правления он был предан своими последователями и был убит, а его голову доставили к Йунус-хану. Однако Йунус-хан разозлился на убийство своего племянника и казнил виновных.